# Colonia Santita
Colonia Santita är en ort i Mexiko.   Den ligger i kommunen Salina Cruz och delstaten Oaxaca, i den sydöstra delen av landet, 600 km sydost om huvudstaden Mexico City. Colonia Santita ligger 14 meter över havet och antalet invånare är 508.
Terrängen runt Colonia Santita är platt österut, men åt nordväst är den kuperad. Havet är nära Colonia Santita åt sydost.  Närmaste större samhälle är Salina Cruz, 2,4 km nordost om Colonia Santita. 